# Bristow (Iowa)
Bristow es una ciudad situada en el condado de Butler, en el estado de Iowa, Estados Unidos. Según el censo de 2010 tenía una población de 160 habitantes.

## Geografía
Según la Oficina del Censo de los Estados Unidos, la localidad tiene un área total de 2,42 km², la totalidad de los cuales 2,42 km² corresponden a tierra firme.

## Demografía
Según el censo de 2010, había 160 personas residiendo en la localidad. La densidad de población era de 66,12 hab./km². Había 84 viviendas con una densidad media de 34,71 viviendas/km². El 97,5% de los habitantes eran blancos, el 0,63% asiáticos y el 1,88% pertenecía a dos o más razas. El 0% de la población eran hispanos o latinos de cualquier raza.